# Tyler Mosienko
Tyler Mosienko (* 21. März 1984 in West St. Paul, Manitoba) ist ein kanadischer Eishockeyspieler, der zuletzt bis November 2021 bei den Iowa Heartlanders aus der ECHL unter Vertrag gestanden und dort auf der Position des Centers gespielt hat. Zuvor war Mosienko unter anderem ein Jahr bei den Nürnberg Ice Tigers aus der Deutschen Eishockey Liga (DEL) aktiv sowie in den nordamerikanischen Minor Leagues und kleineren europäischen Ligen. Sein Großvater Bill Mosienko spielte von 1941 bis 1955 für die Chicago Black Hawks in der National Hockey League.

## Karriere
Mosienko begann seine Karriere als Eishockeyspieler in der kanadischen Top-Juniorenliga Western Hockey League, in der er von 2000 bis 2005 für die Kelowna Rockets aktiv war. Anschließend spielte er ein Jahr lang für Greenville Grrrowl in der ECHL, ehe er im Sommer 2006 von deren Ligarivalen Las Vegas Wranglers unter Vertrag genommen wurde, für die er in den folgenden drei Spielzeiten auf dem Eis stand. In diesem Zeitraum absolvierte der Center zudem Spiele für die American-Hockey-League-Teams Bridgeport Sound Tigers, Manchester Monarchs und Rockford IceHogs. Vor der Saison 2009/10 wurde der Kanadier von den Nürnberg Ice Tigers aus der Deutschen Eishockey Liga verpflichtet.
Nach der Saison in Deutschland kehrte der Stürmer nach Nordamerika zurück, wo er in der Saison 2010/11 für die San Antonio Rampage in der AHL und erneut Las Vegas spielte. Es folgte ein einjähriges Intermezzo beim japanischen Klub Nippon Paper Cranes, ehe er zwei Spielzeiten bei Esbjerg Energy in der dänischen Metal Ligaen verbrachte. Danach kehrte er kurzzeitig in die ECHL zurück, wo er zum Ende der Saison 2013/14 mit den Alaska Aces den Kelly Cup gewann. Mosienko verließ die Aces jedoch im Sommer 2014 wieder, um erneut in Europa zu spielen. Er absolvierte zwei Spielzeiten bei den Sheffield Steelers, mit denen er jeweils Meister der Elite Ice Hockey League wurde. Daraufhin wechselte er kurz nach Beginn des Spieljahres 2016/17 zurück nach Dänemark. Bis Sommer 2017 lief er dort für die Frederikshavn White Hawks auf.
Zur Saison 2017/18 verpflichtete der französische Épinal Hockey Club den Kanadier. Jedoch konnte er mit seiner Erfahrung den Abstieg nicht verhindern. Zur Saison 2018/19 wechselte Mosienko wieder nach Deutschland. Dort verbrachte er zwei Jahre beim Drittligisten Saale Bulls Halle. Im Sommer 2020 war ein Wechsel nach Erfurt geplant, der Stürmer pausierte aufgrund der COVID-19-Pandemie aber komplett mit dem Eishockeyspielen. Zur Saison 2021/22 wechselte er schließlich wieder nach Nordamerika, wo er in den neu gegründeten Iowa Heartlanders aus der ECHL einen neuen Arbeitgeber fand. Nach fünf Einsätzen verließ er den Klub bereits wieder.

## Erfolge und Auszeichnungen
| - 2003 President’s-Cup-Gewinn mit den Kelowna Rockets - 2004 Memorial-Cup-Gewinn mit den Kelowna Rockets - 2005 President’s-Cup-Gewinn mit den Kelowna Rockets - 2006 Teilnahme am ECHL All-Star Game - 2007 Teilnahme am ECHL All-Star Game | - 2014 Kelly-Cup-Gewinn mit den Alaska Aces - 2015 Meister der Elite Ice Hockey League mit den Sheffield Steelers - 2016 Meister der Elite Ice Hockey League mit den Sheffield Steelers - 2016 EIHL First All-Star Team |

## Statistik
(Stand: Ende der Saison 2020/21)